# Network management station
Network management station (NMS) est une station de gestion d'un réseau informatique.
Il exécute des applications de gestion de réseau (NMA) qui surveillent et contrôlent des éléments de réseau (NE) tels que des hôtes, des passerelles et des serveurs de terminaux. Ces éléments de réseau utilisent un agent de gestion (MA) pour exécuter les fonctions de gestion de réseau demandées par les stations de gestion de réseau. Le protocole SNMP (Simple Network Management Protocol) est utilisé pour communiquer des informations de gestion entre les stations de gestion de réseau et les agents dans les éléments de réseau.
Un NMS fournit la fonctionnalité FCAPS (en) pour l'ensemble du réseau. FCAPS (Fault, Configuration, Accounting, Performance, Security, soit « Défaut, Configuration, Comptabilité, Performance, Sécurité »), sont les catégories définies par le modèle ISO. Dans les organisations sans facturation, la comptabilité est parfois remplacée par l'administration.
En ce qui concerne les aspects de l'industrie, il existe différents acteurs sur le marché comme Nokia - NetAct, IBM - NetCool ou Opmantek . Des solutions NMS open source sont également disponibles comme NMIS ou OpenNMS.